# Shaun Rooney
Shaun Antony Rooney (Bellshill, 26 luglio 1996) è un calciatore scozzese, difensore del Fleetwood Town.

## Biografia
Il suo prozio, Benny Rooney, è un ex calciatore.

## Caratteristiche tecniche
È un terzino destro con una particolare propensione offensiva.

## Carriera
Alla sua prima stagione in massima serie scozzese, conquista la Scottish League Cup realizzando il gol del definitivo 1-0 contro il Livingston. Si ripete anche nella finale di Scottish Cup mettendo a segno la rete della vittoria contro l'Hibernian.

## Palmarès

### Club

#### Competizioni nazionali
- Scottish League One: 1

Dunfermline: 2015-2016
- FA Trophy: 1

York City: 2016-2017
- Scottish Challenge Cup: 1

Inverness: 2019-2020
- Scottish League Cup: 1

St. Johnstone: 2020-2021
- Coppa di Scozia: 1

St. Johnstone: 2020-2021